# چوژوو
چوژوو (به لاتین: Chuzhou) یک شهر مرکزی در جمهوری خلق چین است که در آن‌هوئی واقع شده‌است.

## خصوصیات
چوزوو ۱۳٬۵۲۳٫۲۱ کیلومترمربع مساحت و ۳٬۹۳۷٬۸۶۸ نفر جمعیت دارد.